# دستگاه داخل‌تراشی افقی

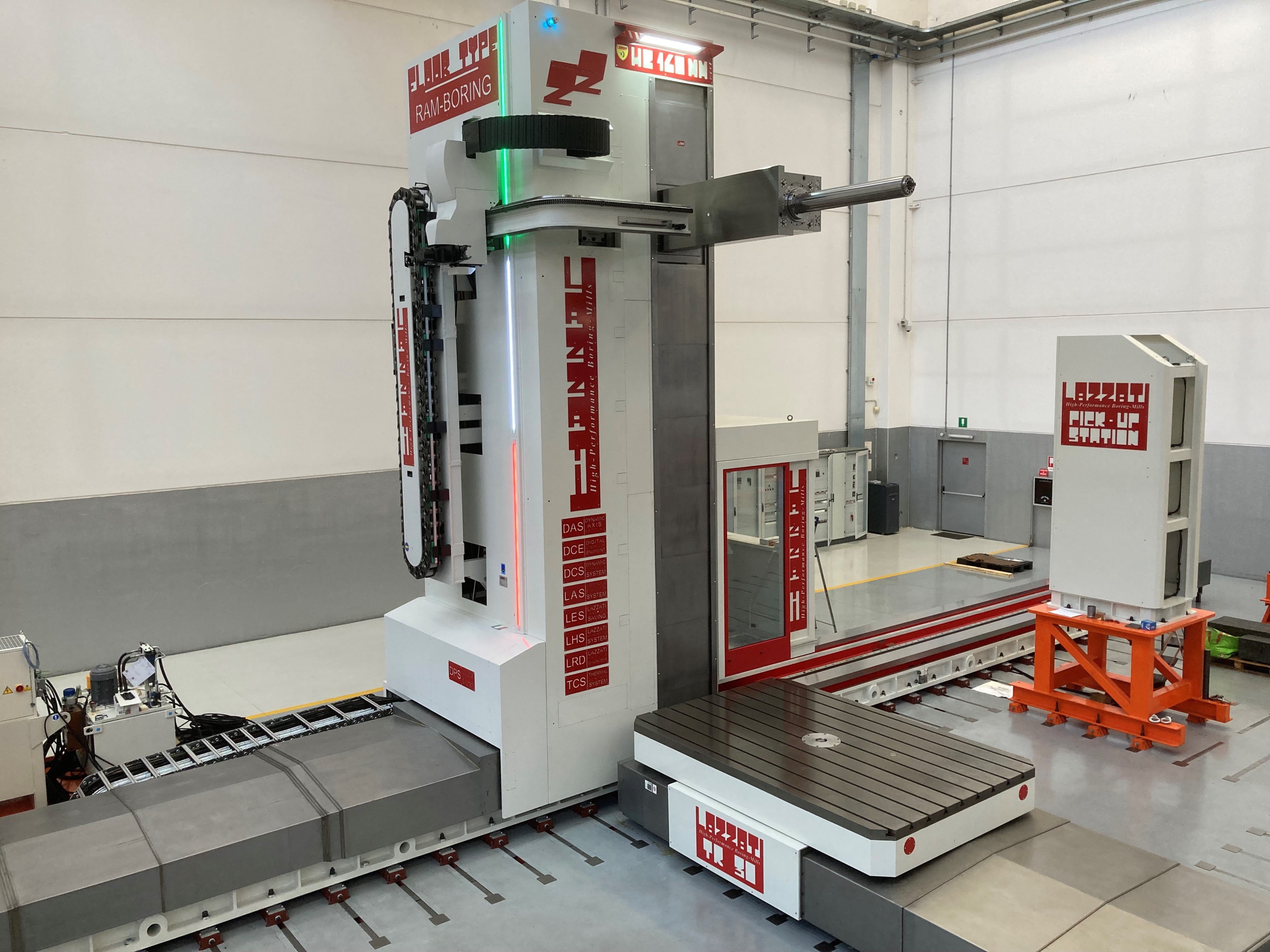
فرز بورینگ افقی از نوع کفی، تولیدکننده LAZZATI مدل HB 160MM Evo4.0 با میز متحرک دوار، تعویض ابزار خودکار و تعویض هد خودکار

دستگاه داخل‌تراشی افقی یا بورینگ افقی  ابزاری است که برای بزرگ کردن سوراخ از قبل تراشیده شده یا ریخته‌گری شده برای دستیابی به دقت‌های بالاتر استفاده می‌شود (فینیش). این امر قطر، هم‌محوری و هم‌مرکزی مورد نیاز را در محدوده‌ی تلرانس‌های بسیار دقیق، اغلب تا سطح میکرومتر در ماشین‌های داخل‌تراشی با دقت بالا، تضمین می‌کند.

## تاریخچه
اولین دستگاه سوراخکاری توسط جان ویلکینسون در سال ۱۷۷۵ ساخته شد. اصطلاح «داخل تراشی» (boring) از کلمه فرانسوی قدیمی alaisier به معنای «پهن‌تر کردن» گرفته شده است که خود آن نیز از کلمه لاتین latus به معنای «پهن» گرفته شده است.

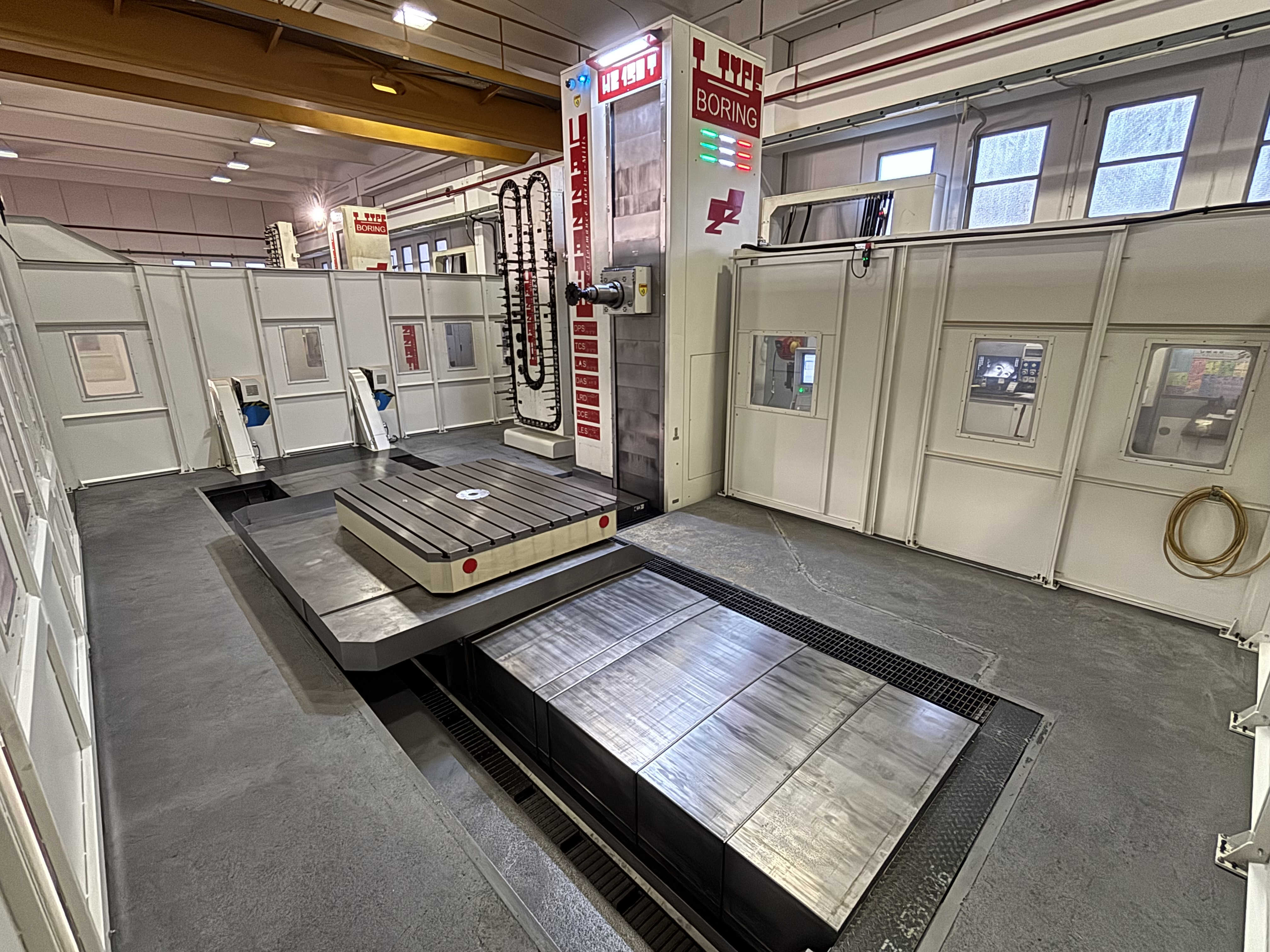
نمونه‌ای از دستگاه فرز بورینگ رومیزی مدل HB 150T Evo4.0 ساخت شرکت LAZZATI که در محل کاربر نهایی در فونداسیون نصب شده و دارای محافظ کامل است.

## نحوه عملکرد
ماشین بورینگ با چرخاندن ابزار برش در حالی که قطعه کار ثابت می‌ماند یا در امتداد یک محور هدایت‌شده حرکت می‌کند، عمل می‌کند. حرکات اصلی در فرآیند بورینگ عبارتند از:
- حرکت برش (حرکت چرخشی): توسط ابزار، که به عنوان میله بورینگ شناخته می‌شود، انجام می‌شود.
- (حرکت خطی): می‌تواند به قطعه کار (روی میز متحرک) یا به ابزار (روی ستون یا گانتری متحرک) اعمال شود.

ماشین‌های بورینگ کنترلی توسط CNC امکان تنظیمات دلخواه را فراهم می‌کنند و تکرارپذیری بالا و دخالت حداقل اپراتور از مشخصه‌های آنان می‌باشد.

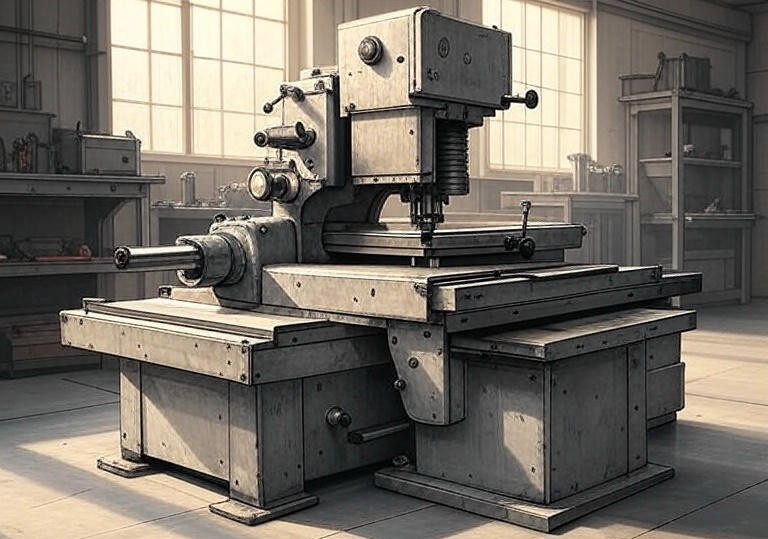
طرح مفهومی یک دستگاه داخل‌تراشی افقی

## انواع ماشین فرزهای افقی
ماشین‌های فرز افقی بر اساس مورفولوژی سازه و کاربرد مورد نظرشان طبقه‌بندی می‌شوند:
- نوع رنده (نوع T): این نوع دارای یک ستون یا سرستون متحرک است که امکان ماشینکاری چند جهته را فراهم می‌کند. این دستگاه همه کاره است و برای ماشینکاری‌های پیچیده‌تر نیز استفاده می‌شود.
- نوع رومیزی (جهانی): قطعه کار روی یک میز متحرک نصب شده است که در امتداد محورهای X و W حرکت می‌کند در حالی که اسپیندل عملیات برش را انجام می‌دهد. این رایج‌ترین مدل است که به طور گسترده در کاربردهای ماشینکاری عمومی مورد استفاده قرار می‌گیرد.
- نوع کفی: این نوع دستگاه بورینگ که برای ماشینکاری قطعات بسیار بزرگ و سنگین طراحی شده است، دارای یک قطعه کار ثابت است در حالی که اسپیندل و ابزار در امتداد چندین محور برای انجام عملیات حرکت می‌کنند.

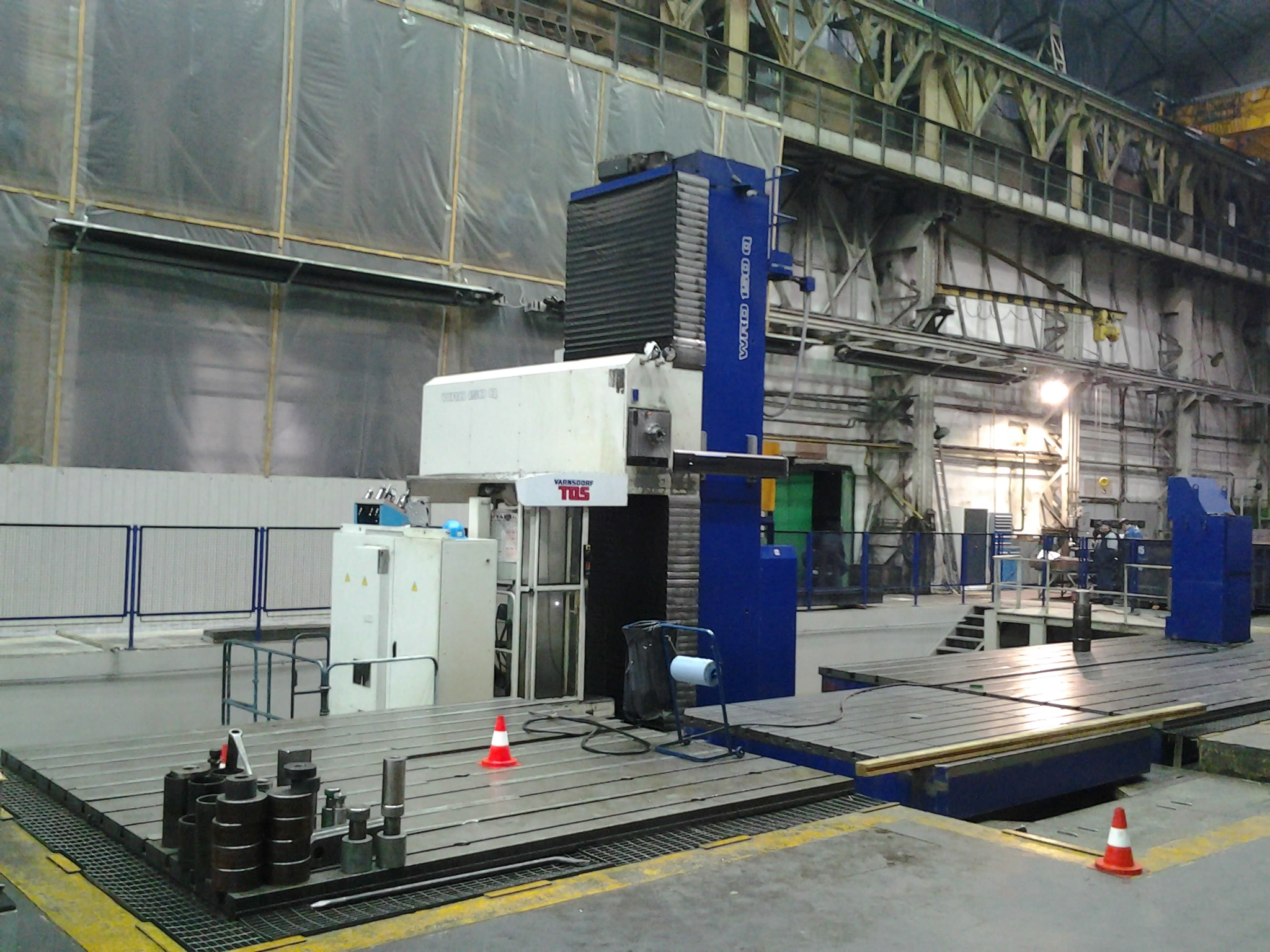
دستگاه داخل‌تراشی نوع کفی

## ماشین های فرز افقی CNC
ماشین‌های فرز افقی CNC دستگاه‌های پیشرفته‌ای برای ماشین‌کاری دقیق قطعات در صنایع مختلف هستند که از یک اسپیندل افقی برای چرخاندن ابزار برش استفاده می‌کنند و با سیستم کنترل عددی کامپیوتری کار می‌کنند. این ماشین‌ها شامل اسپیندلی هستند که ابزار برش چندلبه مثل فرز انگشتی یا دیسکی را در جهت افقی می‌چرخاند و میز کاری دارند که قطعه را نگه می‌دارد و در محورهای مختلف حرکت می‌کند تا شکل‌دهی انجام شود. سیستم کنترل CNC با اجرای برنامه‌های G-code حرکات ابزار و میز را با دقت بالا هدایت می‌کند و امکان تولید قطعات پیچیده را فراهم می‌سازد. بدنه محکم دستگاه، پایداری در برابر نیروهای برشی را تضمین می‌کند و سیستم خنک‌کننده از گرمای ناشی از برش جلوگیری می‌کند تا عمر ابزار افزایش یابد. این ماشین‌ها برای براده‌برداری از سطوح تخت، شیارها، پروفیل‌های پیچیده و قطعات بزرگ مثل اجزای موتور، قالب‌ها و قطعات هوافضا مناسب هستند. فرزهای افقی CNC نسبت به مدل‌های عمودی برای قطعات سنگین و بلند کارایی بهتری دارند، چون محور افقی امکان برش‌های عمیق‌تر و پایداری بیشتر را فراهم می‌کند. این دستگاه‌ها انعطاف‌پذیری بالایی دارند و با تعویض ابزار می‌توانند عملیات مختلفی مثل سوراخ‌کاری، شیارزنی و کف‌تراشی را انجام دهند. با این حال، تنظیم اولیه و برنامه‌ریزی آن‌ها زمان‌بر است و هزینه اولیه دستگاه بالاست. ماشین‌های فرز افقی CNC برای فلزات، آلیاژها و حتی برخی پلاستیک‌ها قابل استفاده‌اند و در صنایعی مثل خودروسازی، هوافضا و قالب‌سازی کاربرد گسترده‌ای دارند.

## فناوری CNC و بهبود بهره‌وری
معرفی فناوری CNC ماشین‌های بورینگ را متحول کرده و مزایای زیر را ارائه می‌دهد:
- دقت بالاتر: توانایی حفظ تلرانس‌ها در محدوده میکرومتری.
- تکرارپذیری و ثبات: تضمین نتایج یکسان در تولید انبوه.
- اتوماسیون: کاهش زمان‌های راه‌اندازی و امکان عملیات بدون نظارت انسانی.
- چندکاره بودن: قابلیت انجام چندین وظیفه ماشین‌کاری فراتر از بورینگ، مانند فرزکاری، سوراخ‌کاری و رزوه‌زنی.
- کاهش خطا: حذف ناسازگاری‌های انسانی و بهبود قابلیت اطمینان.

## کاربردهای صنعتی
ماشین‌های بورینگ در طیف گسترده‌ای از کاربردهای صنعتی استفاده می‌شوند، از جمله:
- صنعت خودروسازی: ماشین‌کاری قطعات موتور و اجزای سیستم تعلیق.
- صنعت هوافضا: ماشین‌کاری دقیق قطعات ساختاری هواپیما.
- صنعت دریایی و راه‌آهن: بورینگ در مقیاس بزرگ برای عناصر ساختاری و موتورها.
- تجهیزات پزشکی و ابزار دقیق: استفاده برای ابزارهای جراحی و دستگاه‌های پزشکی.

## بورینگ در مقابل فرزکاری: تفاوت‌های کلیدی
بورینگ و فرزکاری دو فرآیند ماشین‌کاری متفاوت در صنایع تولیدی هستند که هر یک کاربردها و ویژگی‌های خاص خود را دارند. بورینگ برای بزرگ کردن یا اصلاح سوراخ‌های موجود در قطعات با هدف دستیابی به دقت بالا، صافی سطح عالی و هم‌محوری دقیق استفاده می‌شود، در حالی که فرزکاری به براده‌برداری از سطوح قطعه برای ایجاد اشکال متنوع مثل شیار، سطح تخت یا پروفیل‌های پیچیده می‌پردازد. در بورینگ از ابزار تک‌لبه یا هد بورینگ استفاده می‌شود و فرآیند معمولاً در ماشین‌های تراش یا بورینگ‌میل انجام می‌گیرد، اما فرزکاری با ابزار چندلبه چرخان در ماشین‌های فرز عمودی، افقی یا CNC صورت می‌پذیرد. بورینگ حرکتی محوری در داخل سوراخ دارد و ابزار یا قطعه می‌چرخد، در مقابل فرزکاری با حرکت ابزار در جهت‌های مختلف، براده‌برداری را انجام می‌دهد. بورینگ برای قطعاتی مثل بلوک موتور یا سوراخ‌های یاتاقان که نیاز به دقت میکرونی دارند مناسب است، اما فرزکاری برای ساخت قالب، چرخ‌دنده یا قطعات هوافضا با اشکال متنوع کاربرد دارد. بورینگ دقت و صافی سطح بالاتری در سوراخ‌ها ارائه می‌دهد، ولی فرزکاری انعطاف‌پذیرتر است و برای تولید انبوه سرعت بیشتری دارد. بورینگ به سوراخ‌کاری محدود است و تنظیمات آن زمان‌بر است، در حالی که فرزکاری در سوراخ‌های عمیق دقت کمتری دارد و ابزارش در مواد سخت سریع‌تر سایش می‌یابد. هر دو فرآیند برای فلزات، آلیاژها و حتی برخی پلاستیک‌ها قابل استفاده‌اند، اما انتخاب بین آن‌ها به نوع قطعه، دقت مورد نیاز و پیچیدگی شکل بستگی دارد.

## مزایای ماشین‌های بورینگ
- دقت بالا: تضمین تلرانس‌های بسیار دقیق و پرداخت سطح عالی.
- انعطاف‌پذیری: قابلیت مدیریت قطرهای مختلف سوراخ و انواع مواد.

- کارایی: اتوماسیون CNC زمان ماشین‌کاری را کاهش داده و بهره‌وری را افزایش می‌دهد.

## تولیدکنندگان عمده
تولیدکنندگان شناخته‌شده‌ی ماشین‌های بورینگ شامل Lazzati،  Pama،  FPT،  Bragonzi و SMT (Skoda)  هستند که در زمینه‌ی ماشین‌های ابزار با عملکرد بالا برای کاربردهای صنعتی تخصص دارند. تولیدکنندگان ماشین‌آلات ایتالیایی به دلیل نوآوری و کیفیت خود در سطح جهانی شناخته شده‌اند. معمولاً شرکت‌های Lazzati، Pama و SMT (اسکودا) به عنوان تولیدکنندگان برتر داخل‌تراش‌های افقی هیدرواستاتیک در سراسر جهان شناخته می‌شوند. 